# 24 Horas de Le Mans de 1987
As 24 Hours of Le Mans de 1987 foi o 55º grande prêmio automobilístico das 24 Horas de Le Mans, tendo acontecido nos dias 13 e 14 de junho 1987 em Le Mans, França no autódromo francês, Circuit de la Sarthe.

## Resultados Finais

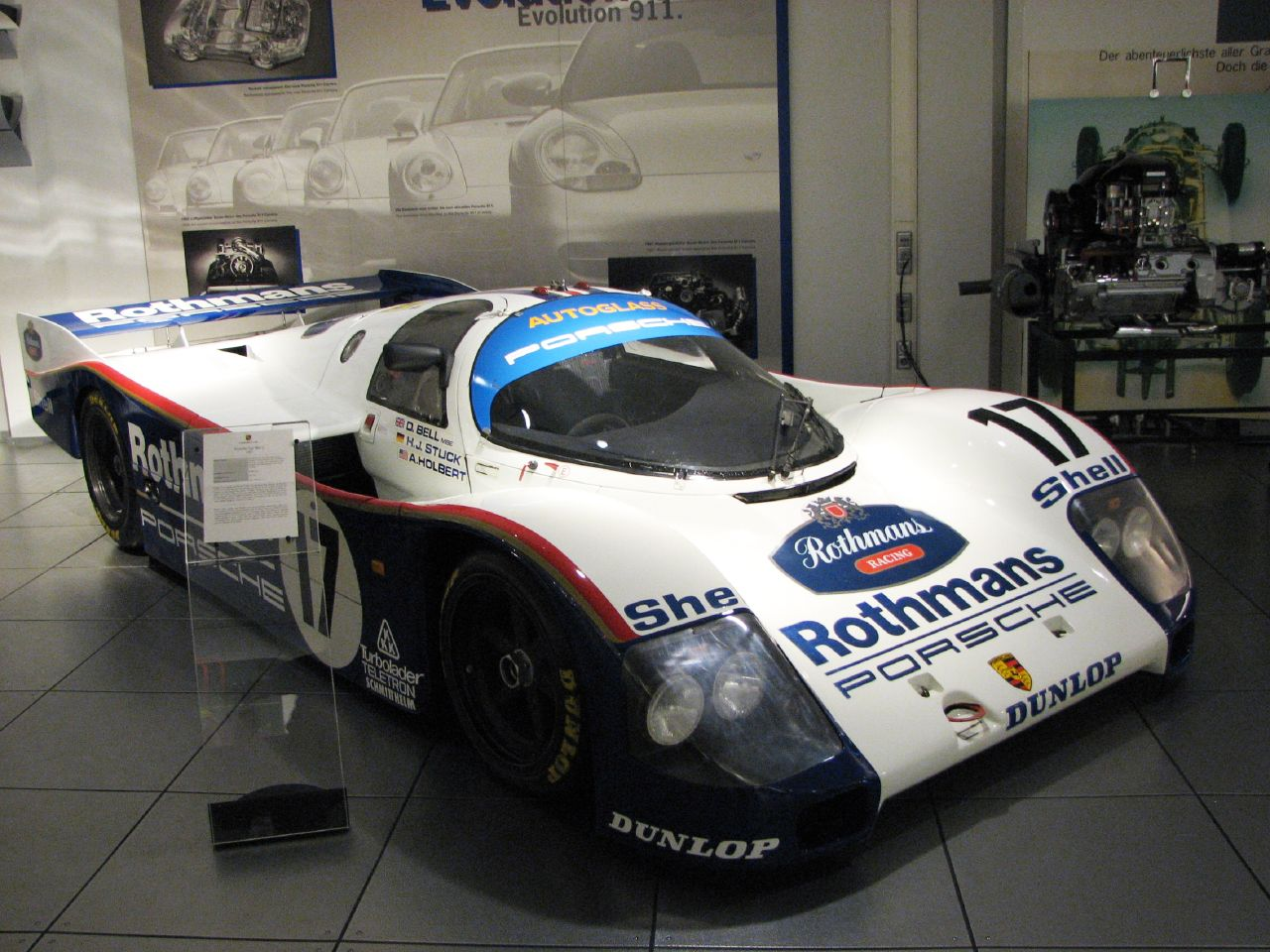
1. 17 Rothmans Porsche 962C

| Pos    | Class | No  | Equipe                                | Pilotos                                                           | Chassis                            | Pneus | Voltas |
| Pos    | Class | No  | Equipe                                | Pilotos                                                           | Motor                              | Pneus | Voltas |
| ------ | ----- | --- | ------------------------------------- | ----------------------------------------------------------------- | ---------------------------------- | ----- | ------ |
| 1      | C1    | 17  | Rothmans Porsche                      | Hans-Joachim Stuck Derek Bell Al Holbert                          | Porsche 962C                       | D     | 355    |
| 1      | C1    | 17  | Rothmans Porsche                      | Hans-Joachim Stuck Derek Bell Al Holbert                          | Porsche Type-935 3.0L Turbo Flat-6 | D     | 355    |
| 2      | C1    | 72  | Primagaz Competition                  | Jürgen Lässig Pierre Yver Bernard de Dryver                       | Porsche 962C                       | G     | 335    |
| 2      | C1    | 72  | Primagaz Competition                  | Jürgen Lässig Pierre Yver Bernard de Dryver                       | Porsche Type-935 2.8L Turbo Flat-6 | G     | 335    |
| 3      | C1    | 13  | Primagaz Competition                  | Pierre-Henri Raphanel Yves Courage Hervé Regout                   | Cougar C20                         | M     | 332    |
| 3      | C1    | 13  | Primagaz Competition                  | Pierre-Henri Raphanel Yves Courage Hervé Regout                   | Porsche Type-935 2.8L Turbo Flat-6 | M     | 332    |
| 4      | C1    | 11  | Porsche Kremer Racing                 | George Fouché Franz Konrad Wayne Taylor                           | Porsche 962C                       | Y     | 327    |
| 4      | C1    | 11  | Porsche Kremer Racing                 | George Fouché Franz Konrad Wayne Taylor                           | Porsche Type-935 2.8L Turbo Flat-6 | Y     | 327    |
| 5      | C1    | 4   | Silk Cut Jaguar Tom Walkinshaw Racing | Eddie Cheever Raul Boesel Jan Lammers                             | Jaguar XJR-8LM                     | D     | 325    |
| 5      | C1    | 4   | Silk Cut Jaguar Tom Walkinshaw Racing | Eddie Cheever Raul Boesel Jan Lammers                             | Jaguar 6.9L V12                    | D     | 325    |
| 6      | C2    | 111 | Spice Engineering                     | Gordon Spice Fermín Velez Philippe de Henning                     | Spice SE86C                        | A     | 321    |
| 6      | C2    | 111 | Spice Engineering                     | Gordon Spice Fermín Velez Philippe de Henning                     | Ford Cosworth DFL 3.3L V8          | A     | 321    |
| 7      | GTP   | 202 | Mazdaspeed Co. Ltd.                   | Dave Kennedy Mark Galvin Pierre Dieudonné                         | Mazda 757                          | D     | 319    |
| 7      | GTP   | 202 | Mazdaspeed Co. Ltd.                   | Dave Kennedy Mark Galvin Pierre Dieudonné                         | Mazda 13G 2.0L 3-Rotor             | D     | 319    |
| 8      | C2    | 102 | Ecurie Ecosse                         | David Leslie Ray Mallock Marc Duez                                | Ecosse C286                        | Y     | 308    |
| 8      | C2    | 102 | Ecurie Ecosse                         | David Leslie Ray Mallock Marc Duez                                | Ford Cosworth DFL 3.3L V8          | Y     | 308    |
| 9      | C2    | 121 | Cosmik GP Motorsport                  | Dudley Wood Costas Los Tom Hessert                                | Tiga GC287                         | G     | 275    |
| 9      | C2    | 121 | Cosmik GP Motorsport                  | Dudley Wood Costas Los Tom Hessert                                | Ford Cosworth DFL 3.3L V8          | G     | 275    |
| 10     | C2    | 114 | Team Tiga Ford Denmark                | Thorkild Thyrring John Sheldon Ian Harrower                       | Tiga GC287                         | A     | 272    |
| 10     | C2    | 114 | Team Tiga Ford Denmark                | Thorkild Thyrring John Sheldon Ian Harrower                       | Ford Cosworth DBT-E 2.3L Turbo I4  | A     | 272    |
| 11     | C2    | 177 | Automobiles Louis Descartes           | Jacques Heuclin Dominique Lacaud Louis Descartes                  | ALD 03                             | A     | 270    |
| 11     | C2    | 177 | Automobiles Louis Descartes           | Jacques Heuclin Dominique Lacaud Louis Descartes                  | BMW M88 3.5L I6                    | A     | 270    |
| 12     | C1    | 40  | Graff Racing                          | Jean-Philippe Grand Gaston Rahier Jacques Terrien                 | Rondeau M482                       | G     | 260    |
| 12     | C1    | 40  | Graff Racing                          | Jean-Philippe Grand Gaston Rahier Jacques Terrien                 | Ford Cosworth DFL 3.3L V8          | G     | 260    |
| 13 NC  | C2    | 127 | Chamberlain Engineering               | Nick Adams Graham Duxbury Richard Jones                           | Spice SE86C                        | A     | 240    |
| 13 NC  | C2    | 127 | Chamberlain Engineering               | Nick Adams Graham Duxbury Richard Jones                           | Hart 418T 1.8L Turbo I4            | A     | 240    |
| 14 NC  | C2    | 178 | Automobiles Louis Descartes           | Michel Lateste Gérard Tremblay Sylvain Boulay                     | ALD 02                             | A     | 236    |
| 14 NC  | C2    | 178 | Automobiles Louis Descartes           | Michel Lateste Gérard Tremblay Sylvain Boulay                     | BMW M88 3.5L I6                    | A     | 236    |
| 15 DNF | C2    | 181 | Dune Motorsport                       | Neil Crang Jean Krucker Duncan Bain                               | Tiga GC287                         | A     | 260    |
| 15 DNF | C2    | 181 | Dune Motorsport                       | Neil Crang Jean Krucker Duncan Bain                               | Rover V64V 3.0L V6                 | A     | 260    |
| 16 DNF | C2    | 108 | Roland Bassaler                       | Jean-François Yver Yves Hervalet Hervé Bourjade                   | Sauber SHS C6                      | A     | 257    |
| 16 DNF | C2    | 108 | Roland Bassaler                       | Jean-François Yver Yves Hervalet Hervé Bourjade                   | BMW M88 3.5L I6                    | A     | 257    |
| 17 DNF | C1    | 6   | Silk Cut Jaguar Tom Walkinshaw Racing | Martin Brundle John Nielsen                                       | Jaguar XJR-8LM                     | D     | 231    |
| 17 DNF | C1    | 6   | Silk Cut Jaguar Tom Walkinshaw Racing | Martin Brundle John Nielsen                                       | Jaguar 6.9L V12                    | D     | 231    |
| 18 DNF | C2    | 123 | Charles Ivey Racing                   | John Cooper Tom Dodd-Noble Max Cohen-Olivar                       | Tiga GC287                         | G     | 224    |
| 18 DNF | C2    | 123 | Charles Ivey Racing                   | John Cooper Tom Dodd-Noble Max Cohen-Olivar                       | Porsche Type-935 2.6L Turbo Flat-6 | G     | 224    |
| 19 DNF | C2    | 116 | Luigi Taverna Technoracing            | Luigi Taverna Evan Clements Patrick Trucco                        | Alba AR3                           | A     | 219    |
| 19 DNF | C2    | 116 | Luigi Taverna Technoracing            | Luigi Taverna Evan Clements Patrick Trucco                        | Ford Cosworth DFL 3.3L V8          | A     | 219    |
| 20 DNF | GTX   | 203 | Rothmans Porsche AG                   | René Metge Claude Haldi Kees Nierop                               | Porsche 961                        | D     | 199    |
| 20 DNF | GTX   | 203 | Rothmans Porsche AG                   | René Metge Claude Haldi Kees Nierop                               | Porsche Type-935 2.8L Turbo Flat-6 | D     | 199    |
| 21 DNF | C1    | 23  | Nissan Motorsport                     | Kazuyoshi Hoshino Kenji Takahashi Keiji Matsumoto                 | Nissan R87E                        | B     | 181    |
| 21 DNF | C1    | 23  | Nissan Motorsport                     | Kazuyoshi Hoshino Kenji Takahashi Keiji Matsumoto                 | Nissan VEJ30 3.0L Turbo V8         | B     | 181    |
| 22 DNF | C2    | 103 | John Bartlett Racing                  | Tim Lee-Davey Robin Donovan Raymond Boutinaud                     | Bardon DB1/2                       | A     | 172    |
| 22 DNF | C2    | 103 | John Bartlett Racing                  | Tim Lee-Davey Robin Donovan Raymond Boutinaud                     | Ford Cosworth DFL 3.0L V8          | A     | 172    |
| 23 DNF | C2    | 125 | Vetir Racing Team                     | Jean-Claude Justice Patrick Oudet Bruno Sotty                     | Tiga GC85                          | A     | 164    |
| 23 DNF | C2    | 125 | Vetir Racing Team                     | Jean-Claude Justice Patrick Oudet Bruno Sotty                     | Ford Cosworth DFL 3.3L V8          | A     | 164    |
| 24 DNF | C1    | 5   | Silk Cut Jaguar Tom Walkinshaw Racing | Jan Lammers John Watson Win Percy                                 | Jaguar XJR-8LM                     | D     | 158    |
| 24 DNF | C1    | 5   | Silk Cut Jaguar Tom Walkinshaw Racing | Jan Lammers John Watson Win Percy                                 | Jaguar 6.9L V12                    | D     | 158    |
| 25 DNF | C2    | 198 | Roy Baker Racing                      | David Andrews Mark Peters Mike Allison                            | Tiga GC286                         | A     | 139    |
| 25 DNF | C2    | 198 | Roy Baker Racing                      | David Andrews Mark Peters Mike Allison                            | Ford Cosworth DFL 3.3L V8          | A     | 139    |
| 26 DNF | C2    | 101 | Ecurie Ecosse                         | Mike Wilds Les Delano Andy Petery                                 | Ecosse C286                        | Y     | 135    |
| 26 DNF | C2    | 101 | Ecurie Ecosse                         | Mike Wilds Les Delano Andy Petery                                 | Ford Cosworth DFL 3.3L V8          | Y     | 135    |
| 27 DNF | C1    | 61  | Kouros Racing                         | Mike Thackwell Henri Pescarolo Hideki Okada                       | Sauber C9                          | M     | 123    |
| 27 DNF | C1    | 61  | Kouros Racing                         | Mike Thackwell Henri Pescarolo Hideki Okada                       | Mercedes-Benz M117 5.0L Turbo V8   | M     | 123    |
| 28 DNF | C1    | 3   | Brun Motorsport                       | Bill Adam Richard Spenard Scott Goodyear                          | Porsche 962C                       | M     | 120    |
| 28 DNF | C1    | 3   | Brun Motorsport                       | Bill Adam Richard Spenard Scott Goodyear                          | Porsche Type-935 2.8L Turbo Flat-6 | M     | 120    |
| 29 DNF | C1    | 32  | Nissan Motorsport                     | Masahiro Hasemi Takao Wada Aguri Suzuki                           | Nissan 87E                         | D     | 117    |
| 29 DNF | C1    | 32  | Nissan Motorsport                     | Masahiro Hasemi Takao Wada Aguri Suzuki                           | Nissan VEJ30 3.0L Turbo V8         | D     | 117    |
| 30 DNF | C1    | 15  | Liqui Moly Equipe                     | Jonathan Palmer James Weaver Price Cobb                           | Porsche 962C GTi                   | G     | 112    |
| 30 DNF | C1    | 15  | Liqui Moly Equipe                     | Jonathan Palmer James Weaver Price Cobb                           | Porsche Type-935 2.8L Turbo Flat-6 | G     | 112    |
| 31 DNF | C1    | 1   | Brun Motorsport                       | Michel Trollé Paul Belmondo Pierre de Thoisy                      | Porsche 962C                       | M     | 88     |
| 31 DNF | C1    | 1   | Brun Motorsport                       | Michel Trollé Paul Belmondo Pierre de Thoisy                      | Porsche Type-935 2.8L Turbo Flat-6 | M     | 88     |
| 32 DNF | C1    | 29  | Italya Sports                         | Anders Olofsson Alain Ferté Patrick Gonin                         | Nissan R86V                        | Y     | 86     |
| 32 DNF | C1    | 29  | Italya Sports                         | Anders Olofsson Alain Ferté Patrick Gonin                         | Nissan VG30ET 3.0L Turbo V6        | Y     | 86     |
| 33 DNF | C1    | 2   | Brun Motorsport                       | Oscar Larrauri Jésus Pareja Uwe Schäfer                           | Porsche 962C                       | M     | 40     |
| 33 DNF | C1    | 2   | Brun Motorsport                       | Oscar Larrauri Jésus Pareja Uwe Schäfer                           | Porsche Type-935 2.8L Turbo Flat-6 | M     | 40     |
| 34 DNF | C1    | 37  | Toyota Team Tom's                     | Tiff Needell Masanori Sekiya Kaoru Hoshino                        | Toyota 87C-L                       | B     | 39     |
| 34 DNF | C1    | 37  | Toyota Team Tom's                     | Tiff Needell Masanori Sekiya Kaoru Hoshino                        | Toyota 3S-GTM 2.1L Turbo I4        | B     | 39     |
| 35 DNF | C1    | 62  | Kouros Racing                         | Chip Ganassi Johnny Dumfries Mike Thackwell                       | Sauber C9                          | M     | 37     |
| 35 DNF | C1    | 62  | Kouros Racing                         | Chip Ganassi Johnny Dumfries Mike Thackwell                       | Mercedes-Benz M117 5.0L Turbo V8   | M     | 37     |
| 36 DNF | GTP   | 201 | Mazdaspeed Co. Ltd.                   | Yoshimi Katayama Yojiro Terada Takashi Yorino                     | Mazda 757                          | D     | 34     |
| 36 DNF | GTP   | 201 | Mazdaspeed Co. Ltd.                   | Yoshimi Katayama Yojiro Terada Takashi Yorino                     | Mazda 13G 2.0L 3-Rotor             | D     | 34     |
| 37 DNF | C1    | 36  | Toyota Team Tom's                     | Alan Jones Geoff Lees Eje Elgh                                    | Toyota 87C-L                       | B     | 19     |
| 37 DNF | C1    | 36  | Toyota Team Tom's                     | Alan Jones Geoff Lees Eje Elgh                                    | Toyota 3S-GTM 2.1L Turbo I4        | B     | 19     |
| 38 DNF | C2    | 113 | José Thibault                         | José Thibault André Heinrich                                      | Chevron B36                        | A     | 18     |
| 38 DNF | C2    | 113 | José Thibault                         | José Thibault André Heinrich                                      | Talbot PRV 3.0L V6                 | A     | 18     |
| 39 DNF | C1    | 18  | Rothmans Porsche AG                   | Bob Wollek Jochen Mass Vern Schuppan                              | Porsche 962C                       | D     | 16     |
| 39 DNF | C1    | 18  | Rothmans Porsche AG                   | Bob Wollek Jochen Mass Vern Schuppan                              | Porsche Type-935 3.0L Turbo Flat-6 | D     | 16     |
| 40 DNF | C1    | 51  | WM Secateva                           | Jean-Daniel Raulet François Migault Pascal Pessiot                | WM P86                             | M     | 14     |
| 40 DNF | C1    | 51  | WM Secateva                           | Jean-Daniel Raulet François Migault Pascal Pessiot                | Peugeot PRV 2.8L Turbo V6          | M     | 14     |
| 41 DNF | C1    | 52  | WM Secateva                           | Roger Dorchy Philippe Gache Dominique Delestre                    | WM P87                             | M     | 13     |
| 41 DNF | C1    | 52  | WM Secateva                           | Roger Dorchy Philippe Gache Dominique Delestre                    | Peugeot PRV 2.8L Turbo V6          | M     | 13     |
| 42 DNF | C2    | 118 | Olindo Iaccobelli                     | Olindo Iaccobelli Jean-Louis Ricci Georges Tessier                | Royale RP40                        | M     | 13     |
| 42 DNF | C2    | 118 | Olindo Iaccobelli                     | Olindo Iaccobelli Jean-Louis Ricci Georges Tessier                | Ford Cosworth DFL 3.3L V8          | M     | 13     |
| 43 DNF | C2    | 200 | Dahm Cars Racing Team                 | Peter Fritsch Teddy Pilette Jean-Paul Libert                      | Argo JM19                          | G     | 12     |
| 43 DNF | C2    | 200 | Dahm Cars Racing Team                 | Peter Fritsch Teddy Pilette Jean-Paul Libert                      | Porsche Type-930 3.2L Turbo Flat-6 | G     | 12     |
| 44 DNF | C1    | 8   | Joest Racing                          | Frank Jelinski Stanley Dickens Hurley Haywood Sarel van der Merwe | Porsche 962C                       | G     | 7      |
| 44 DNF | C1    | 8   | Joest Racing                          | Frank Jelinski Stanley Dickens Hurley Haywood Sarel van der Merwe | Porsche Type-935 2.8L Turbo Flat-6 | G     | 7      |
| 45 DNF | C1    | 10  | Porsche Kremer Racing                 | Kris Nissen Volker Weidler Kunimitsu Takahashi                    | Porsche 962C                       | Y     | 6      |
| 45 DNF | C1    | 10  | Porsche Kremer Racing                 | Kris Nissen Volker Weidler Kunimitsu Takahashi                    | Porsche Type-935 2.8L Turbo Flat-6 | Y     | 6      |
| 46 DNF | C2    | 117 | Team Lucky Strike Schanche            | Martin Schanche Will Hoy Robin Smith                              | Argo JM19B                         | G     | 5      |
| 46 DNF | C2    | 117 | Team Lucky Strike Schanche            | Martin Schanche Will Hoy Robin Smith                              | Zakspeed 1.8L Turbo I4             | G     | 5      |
| 47 DNF | C1    | 7   | Joest Racing                          | Sarel van der Merwe David Hobbs Chip Robinson                     | Porsche 962C                       | G     | 4      |
| 47 DNF | C1    | 7   | Joest Racing                          | Sarel van der Merwe David Hobbs Chip Robinson                     | Porsche Type-935 2.8L Turbo Flat-6 | G     | 4      |
| 48 DNF | C1    | 42  | Noël del Bello                        | Pierre-Alain Lombardi Gilles Lempereur Jacques Guillot            | Sauber C8                          | G     | 4      |
| 48 DNF | C1    | 42  | Noël del Bello                        | Pierre-Alain Lombardi Gilles Lempereur Jacques Guillot            | Mercedes-Benz M117 5.0L Turbo V8   | G     | 4      |
| DNS    | C1    | 19  | Rothmans Porsche AG                   | Kees Nierop Price Cobb Vern Schuppan                              | Porsche 962C                       | D     | -      |
| DNS    | C1    | 19  | Rothmans Porsche AG                   | Kees Nierop Price Cobb Vern Schuppan                              | Porsche Type-935 3.0L Turbo Flat-6 | D     | -      |
| DNQ    | C2    | 171 | CEE Sport Racing                      | Slim Borgudd Tryggve Gronvall Andrew Ratcliffe                    | Tiga GC286                         | A     | -      |
| DNQ    | C2    | 171 | CEE Sport Racing                      | Slim Borgudd Tryggve Gronvall Andrew Ratcliffe                    | Volvo 2.3L Turbo I4                | A     | -      |

Legenda :DNQ = Não largou - DNF = Abandono - NC = Não classificado - DSQ= Desqualificado